# Dương Thiệu Tống
Dương Thiệu Tống (1925-2008) là một giáo sư tiến sĩ và là một nhà giáo dục học Việt Nam. Ông là một trong những người đầu tiên có bằng tiến sĩ về giáo dục học ở Việt Nam.

## Tiểu sử
Ông  sinh ngày 1/11/1925 tại làng Vân Đình, tỉnh Hà Đông.
Ông học tiểu học đến tú tài tại Huế và bắt đầu dạy học từ năm 1945. Năm 1957 Đỗ cử nhân Luật khoa, Đại học Sài Gòn; sau đó tốt nghiệp Luật quốc tế và Bang giao quốc tế tại University College of Wales (Anh).
Năm 1963: Thạc sĩ giáo dục tại Đại Ohio, Mỹ. Năm 1968, ông bảo vệ luận văn Tiến sĩ giáo dục học tại Đại học Columbia, luận văn của ông có tiêu đề là "A proposal for the comprehensive secondary school curriculum in Vietnam". Ông là một trong những người đầu tiên có bằng tiến sĩ về giáo dục học ở Việt Nam.
Năm 1984, ông được nhà nước phong hàm giáo sư.
Ông nguyên Hiệu trưởng Trường Quốc học Huế, Trường trung học kiểu mẫu Thủ Đức (thuộc Đại học Sư phạm Sài Gòn). Từ năm 1969, ông làm giáo sư tại Đai học Sư phạm Sài Gòn, đồng thời làm Tổng Thư ký kiêm Phó khoa Trường Đại học Văn khoa Sài Gòn, Đại học Vạn Hạnh. Sau 1975, ông cán bộ giảng dạy đến năm 1990 thì về hưu.
Do tuổi cao sức yếu, ông mất ngày 3/9/2008, thọ 84 tuổi.

## Công trình
Ngoài giảng dạy, GS TS Dương Thiệu Tống còn viết nhiều cuốn sách về khoa học giáo dục , trong đó có:
- Suy nghĩ về văn hóa giáo dục Việt Nam, Nhà xuất bản Trẻ, 2002.
- Suy nghĩ về giáo dục truyền thống và hiện đại, Nhà xuất bản Trẻ, 2003
- Thuở ban đầu – hồi ký sư phạm, Nhà xuất bản Trẻ, 2003.
- Phương pháp nghiên cứu khoa học giáo dục và tâm lý, Nhà xuất bản Khoa học xã hội, 2005.
- Khảo luận về nền văn hóa giáo dục Lạc Việt,
- Trắc nghiệm tiêu chí, Nhà xuất bản Giáo dục, 1998.
- Trắc nghiệm và đo lường thành quả học tập: Phương pháp thực hành, Nhà xuất bản Khoa học xã hội, 2005.
- Thống kê ứng dụng trong nghiên cứu giáo dục, Nhà xuất bản Đại học quốc gia, 2003

## Quan điểm
Quan điểm của ông về bất bình đẳng trong giáo dục:
"Xã hội ngày càng phân cực giàu nghèo nên không thể bắt phụ huynh nghèo đóng học phí bằng phụ huynh giàu. Đó là mất công bằng trong giáo dục"
Ông phân tích nguyên nhân về cái giá phải trả của nền giáo dục thời gian qua: 
“Thật ra, hầu hết mọi vấn đề giáo dục nước nhà được đặt ra gần đây không phải đều là những vấn đề chỉ riêng ta mới gặp phải và các giải pháp ta đưa ra không phải chỉ có ta mới nghĩ ra. Chỉ có điều là hầu như chúng ta chưa xác định rõ vấn đề mà đã vội đưa ra giải pháp, và mỗi khi có giải pháp thì không có sự lựa chọn giữa nhiều giải pháp khác nhau để tìm ra giải pháp tối ưu. Thế cho nên, khi một giải pháp nào được đưa ra áp dụng thì lại gặp sự chống đối, vì ai cũng có thể nghĩ ra một giải pháp nào đó mà mình cho là hay hơn! Khi sự chống đối quá mạnh, do sự xung đột của nhiều quan niệm hay thành kiến khác nhau, người ta đi đến một giải pháp khác, một giải pháp cuối cùng và đơn giản là “xóa bỏ” và “làm lại từ đầu!”
Quan điểm về ông về một nền giáo dục mang tính dân tộc:
“Một nền giáo dục dân tộc không thể là sự sao chép hay vay mượn nguyên xi của một quốc gia nào khác, vì giáo dục phải phản ánh những biến chuyển trong môi trường xã hội, văn hóa của một dân tộc. Các dân tộc có lịch sử, nếp sống khác nhau tất nhiên phải có những suy tưởng, những thái độ và mong ước khác nhau”